# Zinnfigurenklause
Die Zinnfigurenklause ist ein ehrenamtlich geführtes Museum zur Geschichte des deutschen Südwestens im Schwabentor in Freiburg im Breisgau.

## Geschichte
Arthur-Andreas Lehmann, gelernter Buchdrucker und Mitglied der Arbeitsgemeinschaft „Burgen der Heimat“, hatte seit Jahren Zinnfiguren und originalgetreue Modelle von Burgen gesammelt, bevor er Anfang Mai 1961 gegenüber dem Gasthaus Schiff seine Zinnfigurenklause eröffnete. Dort wurden durch einige Dioramen historische Ereignisse mit Hilfe von Zinnfiguren nachgestellt und mit Bildern erläutert. Der Freiburger Oberbürgermeister Eugen Keidel stellte 1969 Lehmann die erste Etage des Schwabentors als Ausstellungsraum zur Verfügung. Das Schwabentor war zu diesem Zeitpunkt ungenutzt und sanierungsbedürftig. Später wurde auch die zweite Etage des Torturms genutzt.
Die Stadt kaufte die zwölf Dioramen an, die Lehmann bis 1985 gefertigt hatte. Lehmann verwaltete im Auftrag der Stadt die Zinnfigurenklause zwischen 1985 und 1989. Andreas Müller, der Lehmann ab 1987 während einer Reise vertreten hatte, übernahm nach dessen Tod 1989 im Alter von 80 Jahren übergangsweise die Verwaltung des Museums. Am 2. November 1989 gründete er den gemeinnützigen Freundes- und Förderkreis der Zinnfigurenklause im Schwabentor e. V., dessen Vorsitz er übernahm. Im Dezember 1989 übertrug ihm die Stadt die Betreuung der Sammlung. Das Museum bezahlt keine Miete für die Räume und erhält Beleuchtung, Reinigung und Heizung von der Stadt gestellt. Die Zinnfigurenklause ist unabhängig von den städtischen Museen, die jedoch einen Sitz im erweiterten Vorstand des Fördervereins besitzen.
Nachdem Andreas Müller 2008 in den Ruhestand verabschiedet wurde, übernahm Volkmar Vogt, Leiter des Archivs Soziale Bewegungen die Leitung der Zinnfigurenklause.

Martin Wiebel ist 1. Vorsitzender des Freundes- und Förderkreis der Zinnfigurenklause im Schwabentor e. V., und Volkmar Vogt ist im erweiterten Vorstand.
Das Archiv Soziale Bewegungen sammelt seit 1983 Printmedien rund um die Neuen Sozialen Bewegung.

## Sammlung

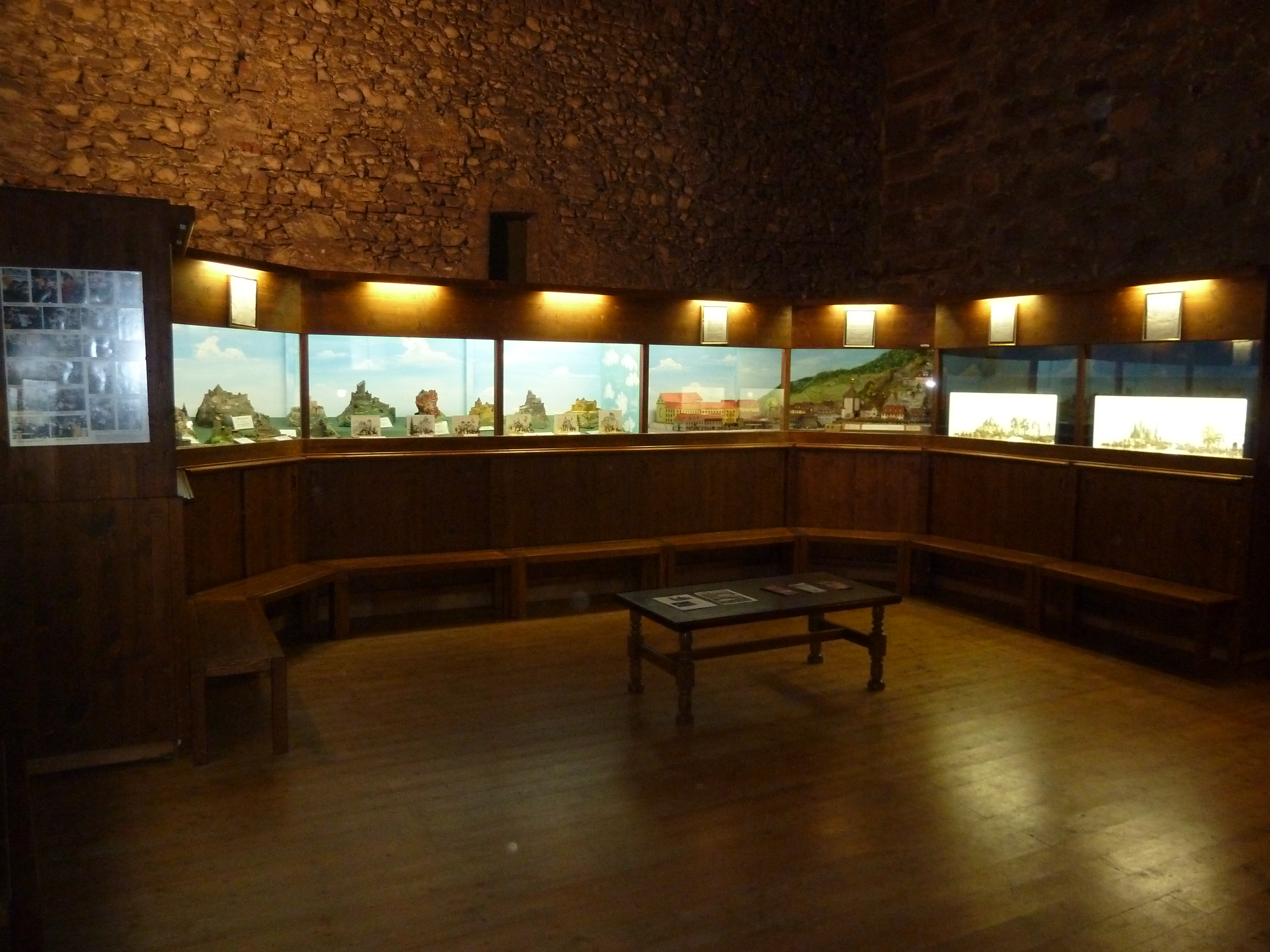
Burgen im zweiten Stockwerk

Die Sammlung des Museums besteht aus 9000 Figuren in 21 Dioramen, welche  unter anderem die Schlacht bei Sempach (allein 1.150 Figuren) 1386, den Schwaben- oder Schweizerkrieg von 1499, den Bauernkrieg 1525 im Schwarzwald, die Belagerung der Küssaburg/Oberlauchringen sowie Ereignisse der Badischen Revolution von 1848 in Freiburg und die Belagerung 1713 im Spanischen Erbfolgekrieg darstellen. Des Weiteren gibt es Dioramen mit  Burgen des Hoch- und Oberrheins, zur Hexenverfolgung und  zum Verhör Martin Luthers in Worms. Viele Figuren sind von der Zinnpest bedroht und müssen gelegentlich nachgegossen und bemalt werden.
Das Museum ist nur in den Sommermonaten (3. Samstag im Mai bis 3. Oktober) geöffnet.